# Martin Aurél
Martin Aurél (Móricföld, 1882. június 29. – Budapest, 1957. október 4.) római katolikus pap, prelátus, egyháztörténész, a Budapesti Egyetem Hittudományi Karának tanára.

## Élete
Martin Fülöp és Niederkorn Róza fia. Temesvárott, Budapesten, Innsbruckban és Fribourgban tanult. 1905-ben szentelték pappá. 1923-tól az egyháztörténelem rendes tanára a Budapesti Egyetemen. 1948-ban nyugalomba vonult. Halálát szívizomelfajulás okozta. Felesége Héninger Mária volt, akivel 1952-ben kötött házasságot Budapesten.

## Művei
- A formális fokok elmélete. Temesvár, 1910.
- A negyedik evangélium szerzője. Temesvár, 1910.
- Szent Pál. Élet- és jellemrajz. Budapest, 1913.
- A római kormányzás Júdeában Kr. u. 6-66. Budapest, 1917.
- A német, osztrák és magyar internáltak Svájcban. Budapest, 1918.
- XI. Pius pápa őszentségének enciklikájaja Krisztus békéjéről, melyet Krisztus országában kell keresni. Latinból ford., bev. Budapest, 1923.
- II. Lajos magyar király követsége a worms-i birodalmi gyűlésen. Budapest, 1926.
- Magánosan a kanakok között. Írta Claude Renaudy. Ford. Budapest, 1944.
- Újszövetségi Szentírás a Vulgata szerint. Káldi György ford. nyomán átd., bev. és jegyz. (többekkel)